# Licuala peltata
Licuala peltata es una especie de la familia de las arecáceas. Es originaria de la Asia donde se distribuye por Andaman, Assam, Bangladés, Himalaya, Malasia, Birmania, Nicobar y Tailandia.

## Descripción
Licuala peltata es una palmera de pequeño tamaño  con un solo tronco corto, y con una corona que tiene hasta 15 hojas grandes, lisas, indivisas, en forma de abanico y de hasta 2 m  de diámetro.

## Taxonomía
Licuala peltata fue descrita por Roxb. ex Buch.-Ham. y publicado en Memoirs of the Wernerian Natural History Society 5: 313. 1826.
Etimología
Licuala: nombre genérico que procede de la latinización del nombre vernáculo, leko wala, supuestamente utilizado para Licuala spinosa en Makassar, Célebes.
peltata: epíteto de pelta πελτη un pequeño escudo utilizado por los tracios que significa "protegido, con peto o con escudo", en alusión a la forma de la hoja que parece un escudo.